# Rusko na zimních olympijských hrách
Rusko na zimních olympijských hrách startuje od roku 1994. Toto je přehled účastí, medailového zisku a vlajkonošů na dané sportovní události.

## Účast na zimních olympijských hrách
| Dějiště ZOH            | ZOH      | Vlajkonoš         | Zlatá medaile | Stříbrná medaile | Bronzová medaile | Celkem |
| ---------------------- | -------- | ----------------- | ------------- | ---------------- | ---------------- | ------ |
| 1994 Lillehammer       | ZOH 1994 | Sergej Čepikov    | 11            | 8                | 4                | 23     |
| 1998 Nagano            | ZOH 1998 | Alexej Prokurorov | 9             | 6                | 3                | 18     |
| 2002 Salt Lake City    | ZOH 2002 | Alexej Prokurorov | 5             | 4                | 4                | 13     |
| 2006 Turín             | ZOH 2006 | Dmitrij Dorofejev | 8             | 6                | 8                | 22     |
| 2010 Vancouver         | ZOH 2010 | Alexej Morozov    | 3             | 5                | 7                | 15     |
| 2014 Soči              | ZOH 2014 | Alexandr Zubkov   | 13            | 11               | 9                | 33     |
| 2018 Pchjongčchang     | ZOH 2018 | –                 | –             | –                | –                | 0      |
| 2022 Peking            | ZOH 2022 | –                 | –             | –                | –                | 0      |
| Celkem                 | 6        |                   | 49            | 40               | 35               | 124    |
| Zdroj na Olympedia.org |          |                   |               |                  |                  |        |

### Olympijští sportovci z Ruska
Ruští sportovci startovali na Zimních olympijských hrách 2018 pod olympijskou vlajkou a označením „Olympijští sportovci z Ruska“, protože Rusko bylo kvůli dopingovému skandálu na hrách v Soči z her v Pchjongčchangu vyloučeno.
| Dějiště ZOH        | ZOH      | Vlajkonoš   | Zlatá medaile | Stříbrná medaile | Bronzová medaile | Celkem |
| ------------------ | -------- | ----------- | ------------- | ---------------- | ---------------- | ------ |
| 2018 Pchjongčchang | ZOH 2018 | dobrovolník | 2             | 6                | 9                | 17     |
| Celkem             | 1        |             | 2             | 6                | 9                | 17     |

### Sportovci ROV
Ruští sportovci startovali na Zimních olympijských hrách 2022 pod označením „Sportovci Ruského olympijského výboru“, protože Rusko bylo kvůli dopingovému skandálu na hrách v Soči z her v Pekingu vyloučeno.
| Dějiště ZOH | ZOH      | Vlajkonoš                      | Zlatá medaile | Stříbrná medaile | Bronzová medaile | Celkem |
| ----------- | -------- | ------------------------------ | ------------- | ---------------- | ---------------- | ------ |
| 2022 Peking | ZOH 2022 | Olga Fatkulinová Vadim Šipačov | 6             | 12               | 14               | 32     |
| Celkem      | 1        |                                | 6             | 12               | 14               | 32     |